# San Simone (Sannicola)
San Simone is een plaats (frazione) in de Italiaanse gemeente Sannicola.